# シェーデン
シェーデン (ドイツ語: Scheden) は、ドイツ連邦共和国ニーダーザクセン州ゲッティンゲン郡に属す町村（以下、本項では便宜上「町」と記述する）で、ドランスフェルト市を首邑とするザムトゲマインデ・ドランスフェルトを構成する町村の一つである。

## 地理

### 位置
シェーデンはホーアー・ハーゲンの南西麓に面したミュンデン自然公園内に位置する。町内をヴェーザー川東岸の支流であるシェーデ川が流れている。町の南東部にメーンゼン地区があり、ライネ川西岸の支流であるドランメ川が流れている。メーンゼン近郊にバッケンベルクという山があり、ここにバッケンブルク城趾がある。

### 自治体の構成
自治体としてのシェーデンは、シェーデン地区、ダンケルスハウゼン地区、メーンゼン地区で構成される。シェーデン地区はニーダーシェーデンとオーバーシェーデンの2つの部分からなる。

## 歴史
この集落は、ローマ王ハインリヒ3世からヒルヴァルツハウゼン修道院宛の1046年の寄進状に "villa, quae dicitur Schitvn" として初めて記録されている。入植地の最も古い部分はオーバーシェーデン地区で、9つの農場からなるドルッベル（集落形態の一つ）であった。おそらく14世紀にこれが衰退した後、多くの周辺の村が拡大したと推測される。13世紀の初めから集落の名称は、Sceden、Scheden あるいは Scheiden が用いられた。オーバーシェーデンとニーダーシェーデンとの区別は14世紀からなされている。1317年に "Nederen Scheden"、1322年に "Superiori Scheden"、1397年には低地ドイツ語型で "Oueren Scheden" と記述した文献が遺っている。
1785年のハノーファー選帝侯領土リストには、ニーダーシェーデンに79戸、オーバーシェーデンに85戸が記されている。純粋に農業だけに依存していた村の構造は、1852年にゲッティンゲンからハン・ミュンデンに至る鉄道路線ハノーファー南鉄道の一部が建設されると変化し、工場の進出が可能となった。

## 行政

### 首長
カルステン・ボイエルマンは、2021年11月に名誉職の町長に選出された。

### 紋章
1973年から用いられているシェーデンの町の紋章は、基本的には四分割された部分からなる。これは、各地区の紋章で構成されている。向かって左上は、金地に黒で、先端がクローバー型の十字架が描かれている。このシンボルはダンケルスハウゼンの紋章から採られた。十字架は小教区の中心として教会の重要性を示しており、クローバー型の先端はこの小教区に属す近隣の集落を象徴している。向かって右下は、やはり金地に黒で、古いケルスカー族の徴であるシカの角が、紋章学上珍しく先端に星形を付けた形で描かれている。これは1352年のディートリヒ・フォン・メーンゼンの印章から採られた。向かって左下と右上は青地に銀の波帯が描かれている。これはシェーデン地区を流れるシューデ川を象徴しており、青地が2つあることで1964年にシェーデンの名で合併したオーバーシェーデンとニーダーシェーデンとを表している。これらの4つのパートの中央前面に小盾が描かれている。これは青地で、頂部に十字架を戴く金の三角形が描かれている。この金の家紋は、ミュンデンの市長であったヘンニング・フォン・シェーデンの印章から採られた。青地に銀の波帯と金の家紋を描いたのが旧シェーデンの紋章であった。

## 文化と見所

### 博物館
- 聖マルクス教会のクヴァンツ展示スペース
- マリアンネス郷土博物館[7]

### スポーツ
ヴェーザー＝ハルツ＝ハイデ自転車道および広域遊歩道のシュトゥーデンテンプファートがこの街を通っている。

## 経済と社会資本
この町には一般医学、職業医学、小児科学、救急医学の診療所がある。

### 交通
シェーデンはハン・ミュンデンからゲッティンゲンに至る連邦道 B3号線沿いに位置している。アウトバーン A7号線の最寄りのインターチェンジはハン・ミュンデン/ヘーデミュンデンで約 10 km の距離にある。
1876年から1980年までシェーデンは、1856年に開通していたハノーファー南鉄道で結ばれていた。この路線は複線の主要路線であったが、その後ドランスフェルト線区での旅客運行が廃止された。ドランスフェルトまで撤去された路線は、1995年までは地元の飼料会社の貨物輸送路線として利用されていた。

## 人物

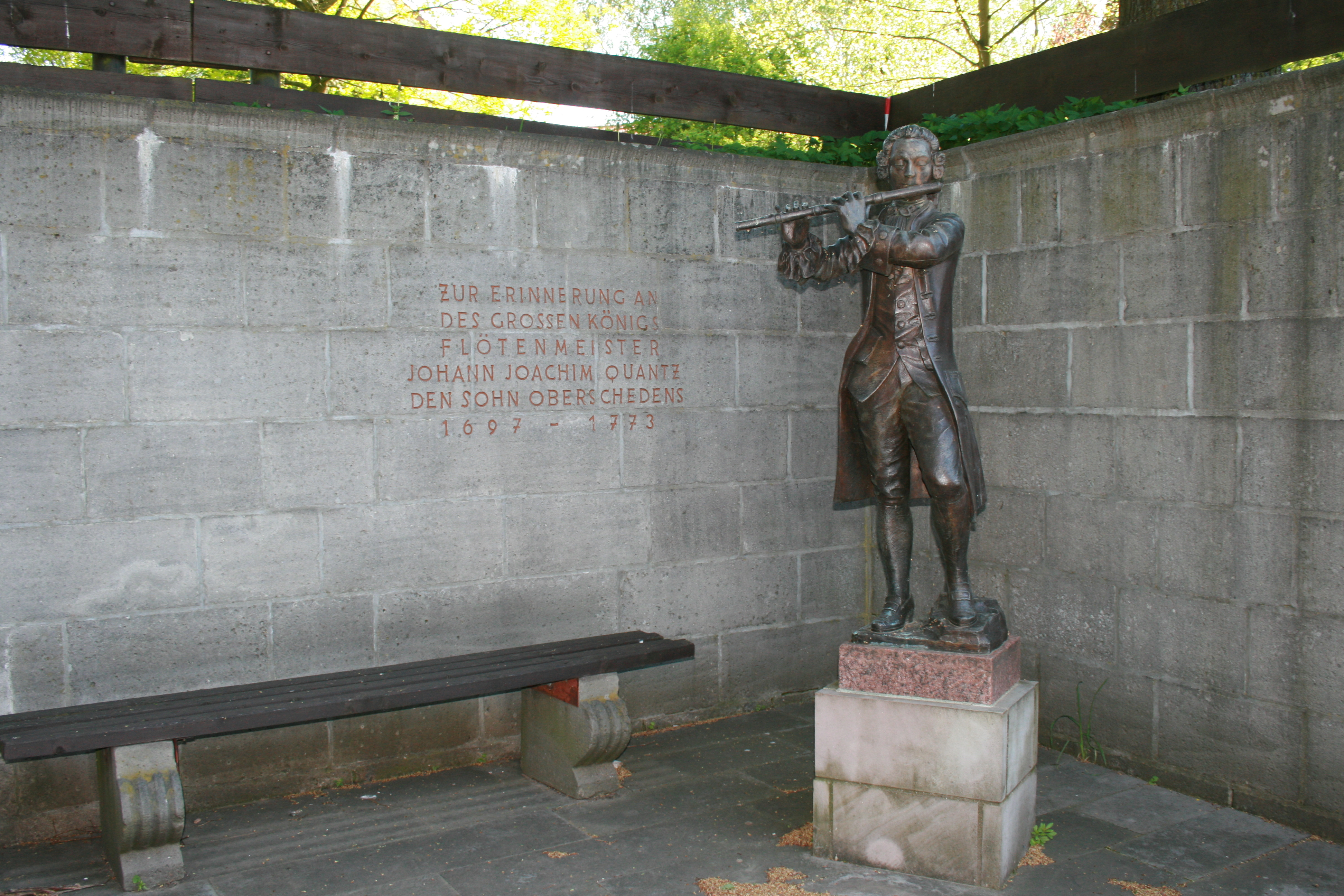
クヴァンツ記念碑

### 出身者
- ヨハン・ヨアヒム・クヴァンツ（1697年 - 1773年）音楽家、作曲家。フリードリヒ大王のフルート教師としても知られている。

## 引用
1. ↑  Landesamt für Statistik Niedersachsen, LSN-Online Regionaldatenbank, Tabelle A100001G: Fortschreibung des Bevölkerungsstandes, Stand 31. Dezember 2023
2. ↑  シェーデン町の基本条例 (PDF). （2011年6月11日内容確認）
3. ↑  Monumenta Germaniae Historica, H. Bresslau und P. Kehr (Hrsg.):  Die Urkunden Heinrichs II.. In: Die Urkunden der Deutschen Könige und Kaiser, Band 5, Berlin 1930. Urkunde Nr. 163, p. 205
4. 1 2  Peter Ferdinand Lufen: Landkreis Göttingen, Teil 1. Altkreis Münden mit den Gemeinden Adelebsen, Bovenden und Rosdorf. In: Christiane Segers-Glocke (Hrsg.): Denkmaltopographie Bundesrepublik Deutschland. Baudenkmale in Niedersachsen. 5.2, CW Niemeyer, Hameln 1993, ISBN 3-87585-251-6, pp. 245 - .
5. ↑  Kirstin Casemir, Uwe Ohainski, Jürgen Udolph: Die Ortsnamen des Landkreises Göttingen. In: Jürgen Udolph (Hrsg.): Niedersächsisches Ortsnamensbuch (NOB). Teil IV, Verlag für Regionalgeschichte, Bielefeld 2003, ISBN 3-89534-494-X, pp. 356 - .
6. ↑  “Karsten Beuermann ist Bürgermeister der Gemeinde Scheden”. HNA. (2021年12月11日) 2021年7月29日閲覧。
7. ↑  wiki-goettingen.de: Mariannes Heimatmuseum